# Panchlora nigriventris
Panchlora nigriventris es una especie de cucaracha del género Panchlora, familia Blaberidae. Fue descrita científicamente por Shelford en 1912.

## Distribución
Habita en Costa Rica.